# سباق باريس روبيه 1997
طواف باريس 1997 هو سباق دراجات هوائية أقيم بتاريخ أبريل 13، تكون السباق من مرحلة واحدة، وامتدّ لمسافة 266.5 كم، وبسرعة 40.159 كم/س، استغرق السباق 6 ساعات و38 دقيقة و10 ثانية.